# Human Touch (singolo)
Human Touch è il primo singolo estratto da Human Touch, l'eponimo nono album in studio del cantautore statunitense Bruce Springsteen. È stato pubblicato nel marzo del 1992, arrivando fino al primo posto in Italia e Norvegia. Il singolo è inoltre entrato nella top 10 delle classifiche di Paesi Bassi, Svezia, Irlanda e Svizzera. Negli Stati Uniti è stato pubblicato come doppio lato A insieme a Better Days, raggiungendo la posizione numero 16 della Billboard Hot 100 e il primo posto della Mainstream Rock Songs, mantenendo quest'ultimo per tre settimane.
La canzone include Randy Jackson al basso e Jeff Porcaro dei Toto in una delle sue ultime performance alla batteria. È stata spesso suonata da Springsteen in concerto con la E Street Band, nonostante il gruppo fosse stato sciolto ai tempi della registrazione originale.

## Video musicale
Il videoclip della canzone è stato diretto da Meiert Avis e girato in una New Orleans notturna e spettrale.
È stato candidato come Miglior video maschile per gli MTV Video Music Awards 1992, perdendo in favore di Tears in Heaven di Eric Clapton.

## Cover
La canzone è stata nuovamente incisa da Joe Cocker come traccia bonus per il suo album di cover Organic nel 1996.

## Tracce
7" Single Columbia 657872-7
1. Human Touch – 6:31
2. Souls of the Departed – 4:17

7" Single Columbia 657957-7
1. Human Touch – 6:31
2. Better Days – 4:08

CD-Single Columbia 657872-2
1. Human Touch – 6:31
2. Souls of the Departed – 4:17
3. The Long Goodbye – 3:29

## Classifiche

### Classifiche settimanali
| Classifica (1992)                | Posizione massima |
| -------------------------------- | ----------------- |
| Australia                        | 17                |
| Austria                          | 19                |
| Belgio (Fiandre)                 | 3                 |
| Canada                           | 2                 |
| Finlandia                        | 4                 |
| Francia                          | 20                |
| Germania                         | 15                |
| Irlanda                          | 4                 |
| Italia                           | 1                 |
| Norvegia                         | 1                 |
| Nuova Zelanda                    | 12                |
| Paesi Bassi                      | 3                 |
| Regno Unito                      | 11                |
| Spagna                           | 1                 |
| Stati Uniti                      | 16                |
| Stati Uniti (mainstream rock)    | 1                 |
| Stati Uniti (adult contemporary) | 8                 |
| Stati Uniti (radio)              | 14                |
| Svezia                           | 4                 |
| Svizzera                         | 4                 |

### Classifiche di fine anno
| Classifica (1992) | Posizione |
| ----------------- | --------- |
| Belgio (Fiandre)  | 63        |
| Germania          | 89        |
| Italia            | 21        |
| Paesi Bassi       | 75        |